# Centro de Análisis y Programas Sanitarios
El Centro de Análisis y Programas Sanitarios, también conocido como CAPS, es una organización no gubernamental sin ánimo de lucro creada, en la ciudad de Barcelona en 1983. Como indica su acta fundacional, CAPS quiere contribuir a la reflexión, la investigación, las ideas y la divulgación multidisciplinar de la salud desde una perspectiva interseccional.

## Objetivos
El principal objetivo es impulsar y fomentar actividades científicas que mejoren las condiciones de vida y salud. Se presta especial atención a la lucha contra las discriminaciones y desigualdades en salud y en el acceso a los servicios sociosanitarios, vinculadas a factores como la clase social, el género, el medio ambiente o la etnia. Además, se busca promover la cooperación sanitaria en países en desarrollo.

## Investigación
La entidad también quiere actuar como centro de encuentro, reflexión y debate para profesionales sanitarios, sociales y la ciudadanía. Entre sus propósitos se encuentran realizar tareas de investigación y formación sobre salud y sistemas sanitarios, así como ofrecer información, formación y asesoría a la comunidad para que sea protagonista de su propia salud. Asimismo, la entidad es firmante del Compromiso ciudadano por la Sostenibilidad.

## Actividad
CAPS ha elaborado la guía Salud para disfrutar sin límite de edad, resultado de la investigación científica llevada a cabo por más de 20 profesionales de diferentes ámbitos de la salud, durante el período 2023-24. El proyecto, en colaboración con el Instituto de las Mujeres ( Ministerio de Igualdad ) fue presentado el 11 de abril de 2024. La investigación se estructura en tres ámbitos temáticos que pueden condicionar la salud y la calidad de vida: la exploración del deseo, la sexualidad, la sensualidad y la armonía del cuerpo y la mente; La menopausia como falsa crisis de los 50, y cómo superarla y, por último, La morbilidad diferencial, la prevención cardiovascular y el diagnóstico diferencial del dolor. Para que la divulgación científica de este proyecto llegue tanto a los profesionales de la salud como a la ciudadanía, los resultados de la investigación se ofrecen en forma de guía y también como materiales audiovisuales (videos y pdcast). 